# Juan Bautista Alberdi (Tucumán)
Juan Bautista Alberdi es una ciudad situada en el sur de la provincia de Tucumán, Argentina. Constituye el centro urbano más importante y la cabecera departamental homónima. Tanto la ciudad como el departamento deben su nombre al destacado político, jurista y escritor tucumano Juan Bautista Alberdi.

## Historia
Durante el siglo XVII, en las épocas virreinales, se organizaron líneas de postas que unían Lima y Buenos Aires, usando los caminos que trazaron los españoles durante las conquistas, construidas a su vez sobres antiguos caminos aborígenes. Entre ellas, se encontraba la posta de Naranjo Esquina que estaba ubicada a 1,5 km de la actual ciudad de Alberdi, sobre el llamado "Camino Real". Por sus carriles transitaron primero los conquistadores, colonizadores y misioneros, luego los guerreros de la independencia y de las luchas civiles. Pasaba por allí también todo el comercio, carretas con tabaco, charqui, cueros, harina, tejidos con destino a Buenos Aires, regresando con mercancía del puerto.
En 1885 comenzaron las gestiones para la construcción del ramal ferroviario, que inicialmente uniría las localidades de Santa Ana, donde se encontraba el ingenio azucarero más grande de la provincia, y San Miguel de Tucumán. Posteriormente se extendió desde Santa Ana hacia La Madrid, pasando cerca de la posta de Naranjo Esquina. Con el auge del ferrocarril y el crecimiento de la población, en 1888 los vecinos residentes de Naranjo Esquina, solicitaron al gobierno la creación de un pueblo a ubicarse en la parada o casilla de camineros. Después de diversos estudios realizados el pueblo encontró su ubicación actual, a 1,5 km de la posta de Naranjo Esquina.
La ciudad fue planificada por el británico Mr. Noé Eddowes, un profesional vinculado a la empresa ferroviaria, quien tuvo experiencia en la creación de la ciudad de La Plata, a este trabajo y su experiencia se deben sus amplias avenidas y sus calles de 25 metros de ancho en ciudad Alberdi, en lugar de las tradicionales 18 metros exigidas por la legislación de ese tiempo. En sus inicios, ciudad Alberdi contaba con 48 manzanas, veinticuatro a cada lado de las vías. Cada manzana contaba con 12 lotes, todos de igual medida. El 26 de noviembre de 1888 se firma el decreto de fundación de Villa Alberdi. Hasta ese día la "casilla de camineros" se denominó Naranjo Esquina, imponiéndose el nombre de "Villa Alberdi" rindiendo homenaje al Dr. Juan Bautista Alberdi.
La llegada del ferrocarril inició la población de la ciudad y la vida social y comercial comenzó a girar alrededor de esta. Primero fueron los empleados y obreros del ferrocarril, luego los comerciantes y los agricultores vecinos. Llegaron personas vinculadas al negocio de la madera. Gracias al ferrocarril comenzaron a llegar modernas maquinarias para el ingenio y para otros establecimientos.
Aunque iniciativas como las de Napoleón Marañón en 1888, de este precursor, benemérito y filántropo nacido en 1832, quien tuvo la visión fundadora al lotear su estancia 56 manzanas que pertenecieron a los terrenos de la Posta de su padre Don Bernabé de Marañón Viger de la Maza (existe trazo y dibujo de B.L Bohm del departamento topográfico de Ferro Carril Nord Oeste Argentino de los capitales ingleses, cuyo administrador era Mr. Cabrett) creando manzanas para la fundación del pueblo y donar su casa para la municipalidad, las plazas principales, el terreno para la estación de trenes F. C.N.O.A, terreno para la policía, como un terreno que comprendía media manzana para la Parroquia que se pudo erigir y construir con dinero de las familias principales del pueblo, este gran benefactor loteo terrenos para los primeros pobladores creando así la actual ciudad. La nueva población que fue fundada en 1888 se denominó Juan Bautista Alberdi (nombre en honor al prócer, denominado en el gobierno de Lidoro J. Quinteros por ley, el 26/11/1888) la otra mitad de la Posta se mantuvo como Naranjo Esquina, algunos viejos pobladores seguían denominándola villa Marañón en alusión a los antiguos dueños, luego pasó a ser mencionada como Villa Alberdi. Años más tarde su esposa Exaltación Sosa y Barrionuevo nacida en Catamarca en 1848, el 7/10/1907 dona en su vejez un terreno para que se construya la Escuela Las Heras. Aunque años antes en 1901 pretendió impedir que la Iglesia construya sobre el terreno donado por su marido al encontrarse en dificultades.

## Características
Ciudad Alberdi es la cabecera del departamento del mismo nombre (Juan Bautista Alberdi) y se encuentra ubicada al sudoeste de la provincia de Tucumán a 110 km de la capital.
La ciudad fue fundada el 26 de noviembre de 1888 y como lo atestigua su historia fue una de las muchas ciudades que crecieron a orillas de las vías del ferrocarril.
Tanto la ciudad como el departamento deben su nombre al destacado político, jurista y escritor tucumano Juan Bautista Alberdi.
Denominada en un principio Villa Alberdi, fue erigida como municipio el 5 de julio de 1937 mediante Ley N.º 1.704. Dado su gran crecimiento económico y urbano fue elevada a la categoría de ciudad. Junto con Concepción y Aguilares es una de las ciudades más importante y pujante del sur de la provincia.
Según estimaciones y proyecciones, para el año 2025, esta ciudad es una de las pocas que lograra crecer con ritmo muy acelerado, conformándose un área conurbana o metropolitana con sus alrededores.

## Superficie y población
El departamento posee una superficie de 730 km² y es uno de los 17 departamentos que integran la provincia. El Departamento posee una población aproximada de 41 000 habitante, la ciudad concentra el 79% de la población total del departamento.
La movilidad social característica de la Argentina inmigratoria, no fue la excepción en Ciudad Alberdi, aquí estuvo comprendido el crisol de razas que hizo está América y aquellos primeros españoles, italianos, ingleses, franceses, alemanes, polacos, sirios y libaneses, mezclados con criollos, mestizos y aborígenes. Históricamente se ha producido madera para aserrar, maíz, trigo, arroz, tabaco, caña de azúcar. Hoy la mayoría de la población desciende de los inmigrantes y esto queda demostrado en la presencia de apellidos de origen extranjero (principalmente europeos).
La ciudad cuenta con 18,430 habitantes (Indec, 2010), lo que representa un incremento del 6% frente a los 17,263 habitantes (Indec, 2001) del censo anterior.
| Gráfica de evolución demográfica de Villa Alberdi entre 1960 y 2010 |
|                                                                     |
| Fuentes: INDEC                                                      |

## Economía: Industria y Comercio.
La industria y el comercio se concentran principalmente en la actividad agrícola, ganadera y el comercio, la mayor y principal de todas la industria azucarera correspondientes al ingenio Marapa S.A. (perteneciente a la actual firma Emilio Luque) que fue fundado por Evaristo Augier – Marañón en 1926, director del mismo, accionista mayoritario, y demás socios minoritarios, Pujol, Gallo, Bulacia.

## Accesos
Se accede a la ciudad a través de la Ruta Nacional 38 totalmente pavimentada en dirección norte-sur, por transportes privados o líneas de colectivos interurbanas. Existen línea de transporte directos de provincias como Catamarca, Buenos Aires, Córdoba, La Rioja, Salta, Jujuy, San Juan, Mendoza y Neuquén.
Otro de los accesos a Ciudad Alberdi es por la Ruta Provincial N.º 308 desde el sector este y oeste.

## Educación y cultura
En Alberdi se encuentran numerosos Establecimientos Educativos (tanto públicos como privados) del Nivel Primario, Secundario y uno de Nivel Superior.
Entre las Escuelas Públicas y Estatales que se encuentran en la ciudad son:
1. Escuela Especial San José
2. Escuela Capitán Juan Nuñez del Prado
3. Escuela General Las Heras
4. Escuela Prof. Inocencio Liberani
5. Escuela N° 384 Gobernador José María del Campo
6. Escuela de Comercio Ciudad Alberdi
7. Escuela Secundaria 29 de Agosto
8. Escuela Normal Superior Florentino Ameghino
9. Escuela Técnica N° 1 Juan B. Alberdi
10. Escuela Agrotécnica Juan Bautista Alberdi

Entre los establecimientos privados se encuentran:
- Escuela de Educación Integral Sarmiento
- Instituto Privado Joven Argentino

### Otras Instituciones
- Iglesia Parroquial San José
- Biblioteca Popular M. Belgrano
- Hospital Juan B. Alberdi
- Banco de la Provincia de Tucumán
- Banco Nación
- Caja Popular de Ahorros de Tucumán
- Escribania de Alberdi
- Grupo Scout Jorge W. Ábalos N• 369
- Bomberos Voluntarios Ciudad Alberdi
- Ingenio Azucarero Marapa
- Club Atlético Alberdi
- Club Deportivo Marapa
- Club La Querencia
- Alberdi Rugby Club
- Automóvil Club Argentino
- Sociedad Sirio-Libanesa
- Sociedad Italo-Española de Alberdi

## Barrios
La idiosincrasia de los alberdianos es también parte de la economía local ya que la dignidad es la mercancía que los habitantes con frecuencia enajenan al mejor postor a cambio de prebendas y regalos varios que apenas logran satisfacer fugazmente alguna necesidad. 
Lamentablemente, los alberdianos parecieran sufrir del "Síndrome de Estocolmo" ya que desde hace lustros posicionan en escaños de poder al mismo espacio político responsable del deterioro constante y cada vez más evidente de la ciudad.

## Calles importantes
El centro de la ciudad se caracteriza por las calles pavimentadas que existe desde las décadas del 1930; con el posterior crecimiento urbano, se extendieron arterias y la pavimentación llegó a barrios alejados del Centro.
Estas arterias cruzan el área central de la ciudad, en donde se observa el crecimiento urbano, edilicio y comercial.
De todas las avenidas y calles, las más importantes por su tránsito y crecimiento en la ciudad son:
- Av Lidoro Quinteros (este-oeste)
- Avenida Gobernador Miguel Mario Campero (norte-sur)
- Av Napoleón Marañón (este-oeste)
- Av Sarmiento (norte-sur)
- Calle Gdor. Nougues (este-oeste)
- Calle Rivadavia (este-oeste)
- Calle Marcelo Torcuato de Alvear (este-oeste)
- Calle Laprida (norte-sur)
- Diagonal Avenida Alem

## Alberdianos Destacado
- Alberto José Quiroga- destacado miembro socialite - Miembro activo del centro de jubilados Ciudad Alberdi -Tesorero del centro de jubilados Ciudad Alberdi (2013-2019)-Vocal 1° del Centro de jubilados Ciudad Alberdi (2019- actualmente en el cargo.Alberto José Quiroga

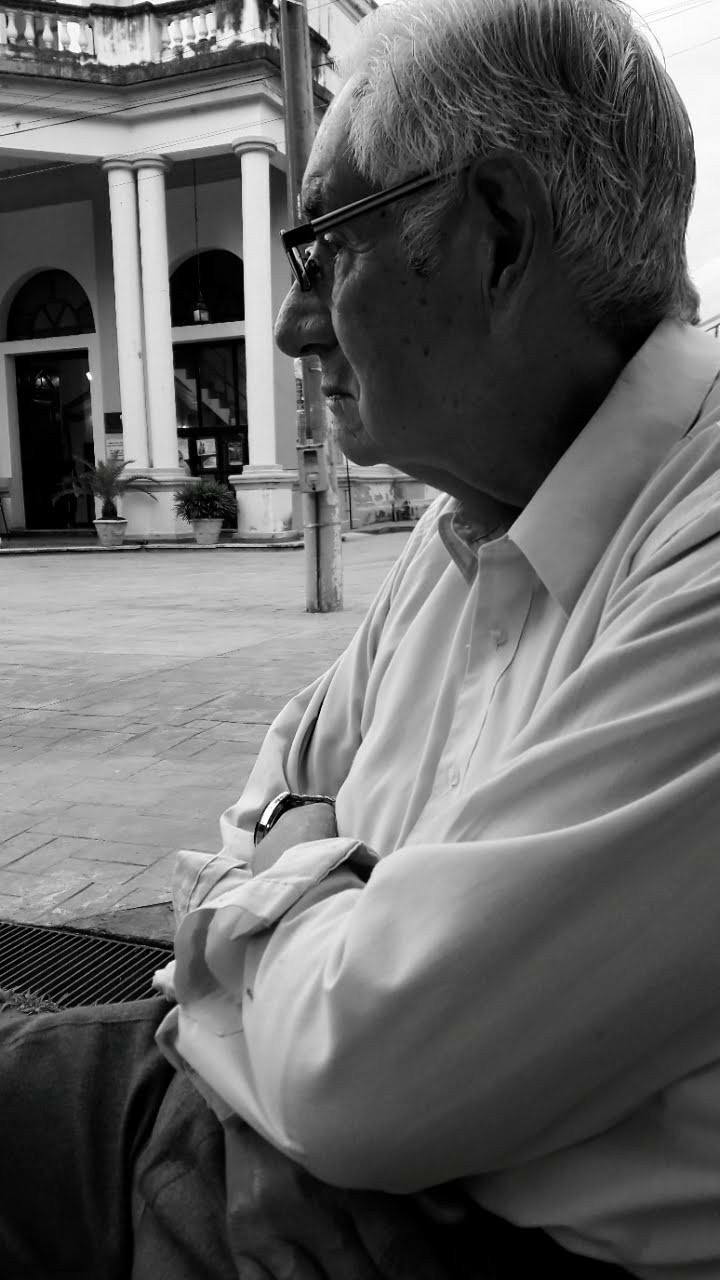
Alberto José Quiroga

- Joaquín Correa (Futbolista)[6]

- Silvia Elías de Pérez (Política)[7]
- Sebastián Palacios (Futbolista)[8]

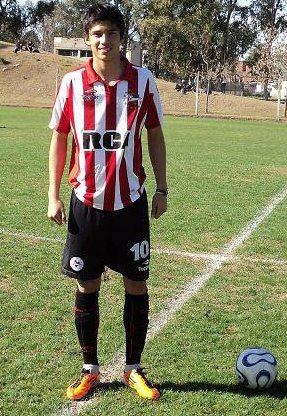
Joaquín Correa cuando jugaba en Estudiantes, actualmente en la Serie A, liga italiana.

- Dr. Ángel Carlos Umana (1920 - 2007) Dr. en Ciencias Naturales - Fundador y Primer director de la Escuela Agrotecnica - Fundador de Cooperativa IMPAS - Presidente del ex Ingenio Santa Ana - Fundador entre otros de la FET.

## Servicios públicos
- El servicio eléctrico de la ciudad está a cargo de la empresa Edet S.A.

- El servicio de gas natural es suministrado por la empresa Gasnor S.A.

- El servicio de agua potable lo administra la SAT (Sociedad de Aguas del Tucumán).

- El servicio de telefonía fija es brindado por Telecom Argentina y por Telefónica S.A.

- El servicio de Internet lo brinda Arnet y otras compañías pequeñas.

- El servicio de recolección de residuos lo realiza el Municipio Alberdiano.

## Parroquias de la Iglesia Católica
| Diócesis  | Santísima Concepción |
| --------- | -------------------- |
| Parroquia | San José             |